# Marie-Anne de La Trémoille
Marie-Anne de La Trémoille, princesse des Ursins, née en 1642 à Paris et morte le 5 décembre 1722 à Rome, est une diplomate française, fille de Louis II de La Trémoille, marquis puis duc de Noirmoutier et de Renée, fille de Jean Aubery, seigneur de Tilleport.

## Titres
Marie-Anne de La Trémoille épouse le 5 juillet 1659, en premières noces, à l'âge de 17 ans, le prince Blaise de Talleyrand-Chalais. En fuite en 1663 après un duel interdit, il entre en service du roi d'Espagne, puis est fait prisonnier au Portugal. Marie-Anne passe plusieurs années à Madrid en attendant la libération de son mari et y apprend la langue et les usages. Peu de temps après sa libération, Chalais meurt en Italie laissant Marie-Anne veuve.
En février 1675, elle devient « princesse des Ursins » en francisant le nom de son second mari, le prince romain Flavio Orsini (1620-1698), chef de la puissante famille Orsini, prince de Nerola et duc de Bracciano, un des chefs de file du parti français à Rome, position difficile sous les papes Innocent XI, Alexandre VIII et Innocent XII. Il est plus âgé qu'elle de 22 ans : de ce mariage de raison, il espère obtenir des grâces financières de la part de Louis XIV, car malgré ses nombreuses possessions, il croule sous les dettes.
De nouveau veuve en 1698, la princesse des Ursins est alors réputée immensément riche. En réalité son mari ne lui a laissé que dettes et procès, notamment avec Livio Odescalchi, neveu d'Innocent XI, qui se considère héritier des titres et possessions, notamment le duché de Bracciano.

## Rôle politique

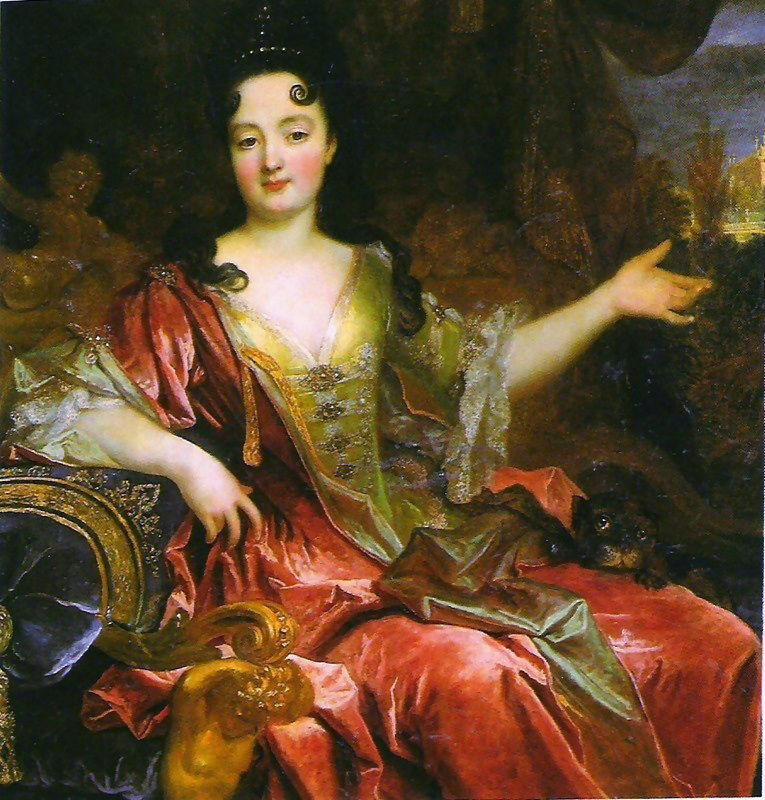
Marie-Anne de La Trémoille, princesse des Ursins.

Elle joue un rôle politique de premier ordre, cherchant tout au long de sa vie à renforcer la place de la Maison des Bourbons en Europe. Elle assume, à la cour d'Espagne, la charge de camarera mayor de la première épouse du roi Philippe V, Marie-Louise Gabrielle de Savoie. Ce poste de confiance lui est attribué par Louis XIV et Madame de Maintenon, avec un contrôle absolu sur le couple royal : Louis XIV la considère comme garante de son influence en Espagne. Fine politicienne, elle promeut la popularité du jeune roi de 18 ans et sa reine de 14. Ayant rapidement gagné leur entière confiance, seule à y avoir accès (elle les habille le matin, et les déshabille le soir), elle devient toute-puissante. Elle fait renvoyer du Despacho (ou « Bureau ») les ministres espagnols et diplomates français qu'elle considère inefficaces (comme le cardinal Portocarrero et le cardinal d'Estrées), et tente quelques réformes.
Elle met de l'ordre dans les finances, l'étiquette de la cour, le gouvernement (la bureaucratie étant quasiment autonome) et essaie de diminuer l'influence de l'Inquisition. L'économiste Jean Orry travaille, sous sa protection, à un vaste programme d'assainissement et de centralisation des finances, alors désastreuses ; il réussit à doubler les revenus de l'État.
S'identifiant trop avec les intérêts de l'Espagne et court-circuitant la diplomatie française, réussissant à renvoyer les nombreux courtisans et diplomates français (qui comptaient sur la naïveté du jeune roi pour promouvoir leur carrière), elle s'aliène graduellement l'appui de la cour de Versailles, tout en restant maîtresse du royaume. Les courtisans en place ou renvoyés l'accablèrent de médisances et de fausses accusations.
En 1704, Philippe V risquant de perdre son trône, le duc de Berwick, envoyé pour sauver militairement la royauté, obtient le renvoi temporaire de la princesse pour avoir intrigué contre lui, ce qui laisse la reine inconsolable,. Le même problème se pose avec le duc d'Orléans, quand on l'accuse de retarder les envois de vivres destinés aux troupes du siège de Lérida, ainsi que l'argent pour les troupes et les canons de 24.
Le regret qu'avait la reine d'Espagne de sa première dame d'atours fait que, dès le 13 janvier 1705, Louis XIV envoie une dépêche à Grammont afin de préparer son retour à Madrid, sous certaines conditions que rappelle Grammont au maréchal Adrien Maurice de Noailles : « S'il était dans la nature de Mme des Ursins de pouvoir revenir ici avec un esprit d'abandon et de dévouement entier aux volontés et aux intérêts du roi, […] et qu'il pût paraître par là aux Espagnols que ce n'est plus la reine et sa faction qui gouvernent l'Espagne, qui est la chose du monde qu'ils ont le plus en horreur, et la plus capable de leur faire prendre un parti extrême, rien alors, selon moi, ne peut être meilleur que de faire revenir Mme des Ursins. »

## Le tournant
Jusqu'en 1708, la princesse des Ursins, envoyée par Louis XIV et madame de Maintenon, afin de garantir les intérêts du royaume de France, réussit à remplir un double rôle. Seconder efficacement les souverains d'Espagne et satisfaire Versailles. Alors que Philippe d'Orléans prend Tortosa en Espagne, le duc de Bourgogne perd Audenarde. Ajoutée au fait que la France commence à manquer de tout, en plus d'un hiver terrible, cette défaite dans les Flandres, consommée après la perte de Lille, amène Louis XIV à rechercher un compromis de paix.
Or, les alliés contre la France et l'Espagne ne réclament pas moins que le départ de Philippe V, ou bien que Louis XIV laisse passer leurs troupes par son royaume, afin d'aller en Espagne. Allant plus loin, les Anglais qui ne veulent pas de la fin de la guerre qui leur laisse les coudées franches en Inde et en Amérique, demandent que Louis XIV déclare la guerre à l'Espagne.
Lorsque la nouvelle de ces offres de paix est connue en Espagne, elle provoque de l'inquiétude à la cour. La princesse des Ursins prend alors le parti de défendre l'Espagne contre la France : elle monte une intrigue afin d'empêcher le retour de Philippe d'Orléans, si jamais celui-ci voulait prendre le trône d'Espagne. L'affaire est révélée et montée en épingle et Philippe d'Orléans ne revint plus en Espagne.

## Disgrâce
À la mort de la reine, Philippe V se remarie, en 1714, avec Élisabeth Farnèse, nièce du duc de Parme. Dans un premier temps, ce mariage est souhaité par la princesse des Ursins, avant qu'elle ne tente d'en empêcher la conclusion. Elle échoue, et la nouvelle reine d'Espagne la fait renvoyer, à l'instigation du futur cardinal Jules Alberoni, qui prend sa place d'éminence grise. La princesse a alors plus de 70 ans. Elle rentre à Paris où elle est reçue froidement, ayant perdu la faveur de Louis XIV, en raison de ses intrigues, et l'amitié de madame de Maintenon.
La cause de cette disgrâce auprès de Versailles, selon Saint-Simon, est assez simple : la princesse des Ursins aurait favorisé le remariage du roi d'Espagne avec la fille du prince de Parme, dont la famille représente une double mésalliance (bâtard d'un pape Paul III d'un côté, et bâtarde de Charles Quint de l'autre), ceci sans en informer Louis XIV, qui se donne tout pouvoir sur les alliances dans sa famille.
Elle se réfugie à Gênes puis à Rome, où elle est respectée, malgré la vindicte de la reine d'Espagne, qui sera surnommée « la virago de l'Espagne ». Louis XIV lui garantit une pension ; le roi d'Espagne lui écrit des lettres en cachette, et, plus tard, on lui témoigne – indirectement – des honneurs (son frère Joseph est nommé archevêque de Cambrai). À sa mort, elle reçoit les honneurs de princesse, et est ensevelie dans le tombeau des Orsini à Saint-Jean-de-Latran.
En Espagne, Alberoni et la reine congédient les fidèles de la princesse, mais continuent son programme de bonne gestion et d'assainissement. Cependant, l'Espagne se retrouva bientôt de nouveau en guerre ; l'Inquisition reprend son pouvoir.

## Postérité
La princesse était notamment amie de Saint-Simon et de Cosnac : 

« C'était une femme plutôt grande que petite, brune avec des yeux bleus qui disaient sans cesse tout ce qui lui plaisait, avec une taille parfaite, une belle gorge, et un visage qui, sans beauté, était charmant ; l'air extrêmement noble, quelque chose de majestueux en tout son maintien, et des grâces si naturelles et si continuelles en tout, jusque dans les choses les plus petites et les plus indifférentes, que je n'ai jamais vu personne en approcher, soit dans le corps, soit dans l'esprit, dont elle avait infiniment, et de toutes les sortes ; flatteuse, caressante, insinuante, mesurée, voulant plaire pour plaire, et avec des charmes dont il n'était pas possible de se défendre quand elle voulait gagner et séduire ; avec cela un air qui, avec de la grandeur, attirait au lieu d'effaroucher, une conversation délicieuse, intarissable, et d'ailleurs fort amusante par tout ce qu'elle avait vu et connu de pays et de personnes, une voix et un parler extrêmement agréables, avec un air de douceur. Elle avait aussi beaucoup lu, et elle était personne à beaucoup de réflexion. Un grand choix des meilleures compagnies, un grand usage de les tenir, et même une cour ; une grande politesse, mais avec une grande distinction, et surtout une grande attention à ne s'avancer qu'avec dignité et discrétion. D'ailleurs la personne du monde la plus propre à l'intrigue, et qui y avait passé sa vie à Rome par son gout ; beaucoup d'ambition, mais de ces ambitions vastes fort au-dessus de son sexe et de l'ambition ordinaire des hommes, et un désir pareil d'être et de gouverner. C'était encore la personne du monde qui avait le plus de finesse dans l'esprit sans que cela parut jamais, et de combinaisons dans la tête, et qui avait le plus de talent pour connaitre son monde et savoir par où le prendre et le mener. »

Malgré leur ancienne amitié (et même leur voisinage à Paris, rue Taranne), et des marques d'amitié (Saint-Simon usa de son influence pour faire nommer son frère archevêque de Cambrai), Saint-Simon ne la ménage pas. Dans ses Mémoires, il donne même crédit à quelques mensonges que des courtisans ont proférés sur elle et ses protégés et il se délecte à raconter sa chute humiliante. Les nombreux services que cette femme d'État a rendus à la France en tant que partisane française à Rome (y compris son rôle dans l'élection du pape Clément XI, favorable à la France), et le gouvernement avec une autorité presque absolue qu'elle a exercé pendant quatorze ans sur l'Espagne, se réduisent, à cause de ces médisances, et à Saint-Simon, à un mot ingrat : une « intrigante ».

## Fiction
Elle est le personnage principal du livre de Claude Pujade-Renaud: La Nuit la neige, publié en 1996 aux éditions Actes sud. Le livre revient, à partir de différents acteurs impliqués, sur la rencontre de Jadraque au cours de laquelle la future reine d'Espagne, Elisabeth Farnese, la congédie brutalement.

## Néroli et fleur d'oranger
En hommage à la terre de Nerola, la princesse, qui mit à la mode l'usage de l'essence de bigaradier (ou oranger amer) baptisa ce parfum « néroli », nom encore utilisé aujourd'hui en parfumerie pour désigner l'essence de fleur d'oranger amer. On tire de ce même arbre la célèbre eau de fleur d'oranger.